# 2062 Aten

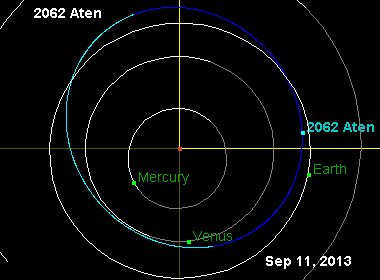
2062 Aten

För andra betydelser, se Aten (olika betydelser).
2062 Aten eller 1976 AA är en asteroid av typen Aten-asteroider. Den upptäcktes på Mount Palomar observatoriet 7 januari 1976 av den amerikanska astronomen Eleanor F. Helin. Den fick namn efter den fornegyptiske guden Aten.
Aten har en diameter på cirka 1 kilometer och en rotationsperiod på drygt 40 timmar.
Aten var den första som upptäcktes i kategorin som sedan fick namn efter den. Kategorin består av asteroider som har ett medelavstånd till solen mindre än en astronomisk enhet (AU) och omfattar vad man hittills upptäckt omkring 740 objekt. Upptäckaren blev senare chef för observatoriet och ägnade sin karriär åt asteroider i jordnära banor. Hon fick före sin pensionering ett flertal utmärkelser för framstående forskning.